# Station Shiplake
Shiplake is een spoorwegstation van National Rail in Shiplake, South Oxfordshire in Engeland. Het station is eigendom van Network Rail en wordt beheerd door Great Western Railway. Het station is geopend in 1857.